# Golden Grove (Schiff)
Die Golden Grove war ein Versorgungsschiff der First Fleet. Es wurde im Jahr 1780 in Whitby erbaut. Während der Reise nach Australien war William Sharp der Kapitän des Schiffes. Ebenfalls an Bord war der Kaplan Richard Johnson sowie seine Frau und dessen Dienerschaft. 
Das Schiff verließ Portsmouth am 13. Mai 1787 und erreichte Port Jackson in Australien am 26. Januar 1788. 
Anfang September befahl Gouverneur Arthur Phillip der Golden Grove, Proviant für 18 Monate zu laden und 41 Personen, darunter 21 männliche und 11 weibliche Sträflinge, auf die Norfolkinsel zu deportieren, auf der sich eine weitere Sträflingskolonie befand. Die Golden Grove kehrte am 10. November nach Sydney zurück und brachte neue Masten mit, die sie zur Reparatur ihres eigenen Schiffs und der Fishburn benötigte.
Die Golden Grove legte gemeinsam mit der Fishburn am 19. November 1788 Richtung England ab. Das einzige Schiff der First Fleet, das in der neu gegründeten Sträflingskolonie Australien zurückblieb, war die Supply. Damit sich einige sehr schwer an Skorbut erkrankte Besatzungsmitglieder erholen konnten, blieb die Fishburn einige Tage auf den Falklandinseln, wo sie bis zum 3. Februar 1789 blieben. Am 1. April 1789 verlor die Fishburn die Sicht auf die Golden Grove, erreichte Cork in Irland am 16. Mai und kam in Deptford am 9. Juni 1789 an.
Nach der Rückkehr transportierte die Golden Grove unter dem Kommando von William Sharp Kohle aus Newcastle und segelte in den Jahren 1791–92 erneut nach Australien. In Liverpool wurde das Schiff im Jahr 1804 deregistriert, ihr weiteres Schicksal ist nicht bekannt.